# Cristian Novoa
Cristian Novoa Sandin (Caracas, 9 luglio 1991) è un calciatore venezuelano, attaccante dell'FC Santa Coloma.

## Carriera
Ha giocato nella prima divisione dei campionati venezuelano, cipriota, boliviano ed andorrano.

## Palmarès

### Club

#### Competizioni nazionali
- Copa Venezuela: 1

Caracas: 2013